# 武庫中学校
武庫中学校（むこちゅうがっこう）は、現在の兵庫県神戸市東灘区に所在した教育機関。

## 概要
大谷光瑞によって二楽荘の中腹に西本願寺の末寺の子弟を育成することを目的として設立された。1914年に廃校。
甲南中学校が設立される際には、本格的な校舎が完成するまで仮設校舎を立てて使用することにしていた。この際に甲南中学校の仮設校舎は武庫中学校の校舎を解体してその古材を使用していた。1919年に甲南中学校は開校したのだが、第1回入学式は旧武庫中学校の講堂で行われた。
武庫中学校だった場所は、現在の甲南大学理学部になっている。卒業生の組織「瑞門会」がある。